# Bosgors
De bosgors (Emberiza rustica) is een als dwaalgast in West-Europa voorkomend lid van de familie van de gorzen (Emberizidae). 

## Kenmerken
De bosgors meet van het puntje van de snavel tot het uiteinde van de bruinzwarte staart 14,5 centimeter en weegt gedurende het broedseizoen tussen de 17 en 22 gram. De soort is dus van een vergelijkbare grootte als de rietgors. Zij is van deze soort te onderscheiden door de roze pootjes en onderste snavelhelft die bij de rietgors grijs zijn. De bovenkop en oorstreek zijn zwart, in de winter iets bruinachtig. Kin, keel en wenkbrauwstreep zijn wit. Ze hebben een witte buikzijde met op de borst onregelmatige, roestrode banden en gevlekte flanken. Op de vleugels bevinden zich twee onduidelijke dwarsbandjes. Op de buitenste staartpennen bevindt zich veel wit.
De roep is een karakteristiek herhalend zit; de zang een weemoedig delie-deloe-delie.

## Voortplanting
Het nest bestaat uit een kommetje van mos en gras, gevoerd met fijner materiaal zoals haar. Het legsel bestaat uit vier of vijf bleekblauwe of -groene donkerder gevlekte eitjes die 20 millimeter groot zijn. De jongen worden in een dag of twaalf door het vrouwtje uitgebroed, waarna ze nog een week of twee door beide ouders worden verzorgd.

## Verspreiding en leefgebied

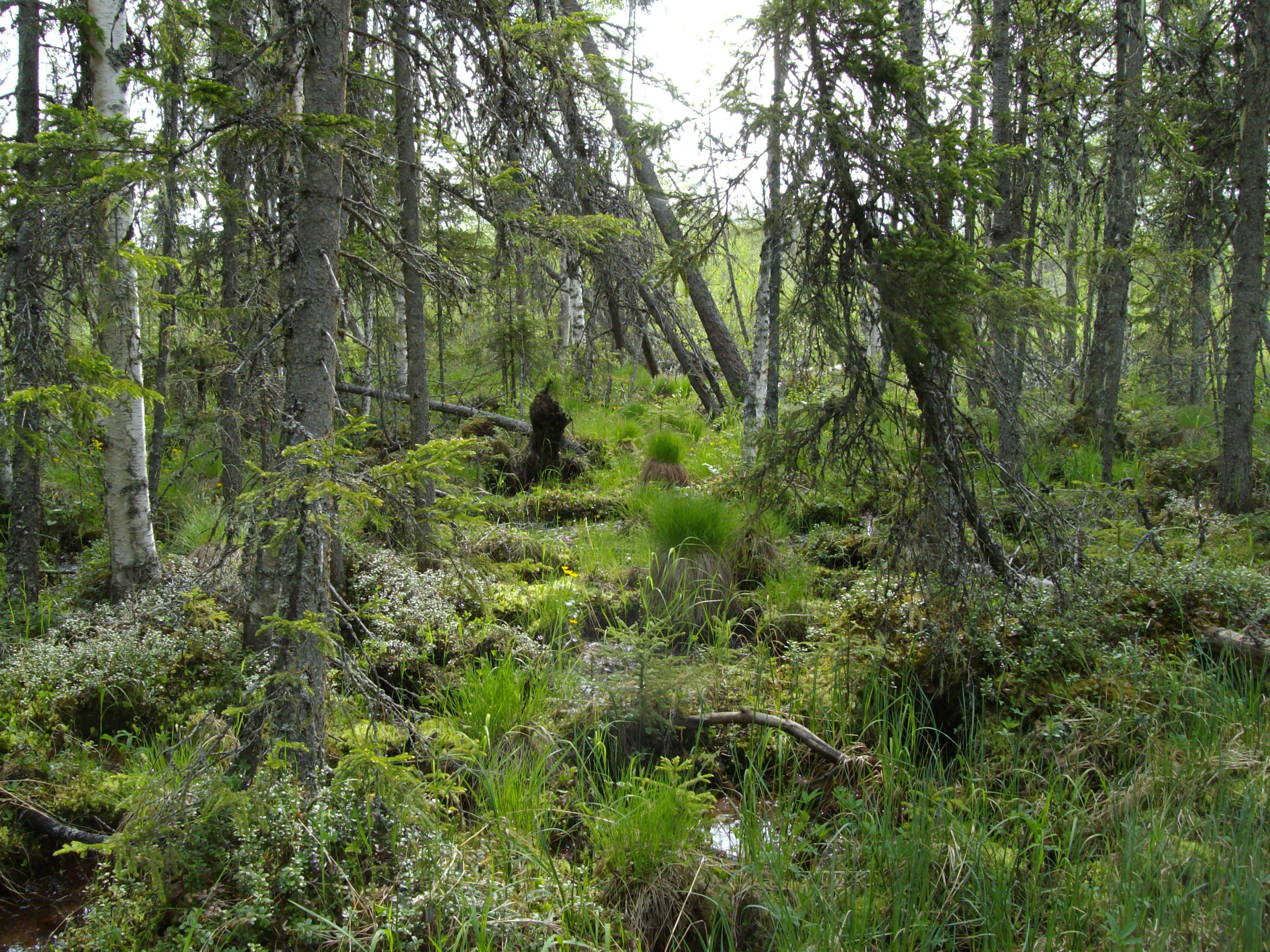
Broedbiotoop van de bosgors in Hedmark (Noorwegen)

De soort broedt in de Euraziatische taiga, van Finland oostwaarts tot in Siberië. De soort overwintert in Zuidoost-Azië, Japan en het oosten van China in open bossen of open terreinen. De soort wordt tijdens de migratie regelmatig op de Aleoeten gezien en incidenteel langs de Noord-Amerikaanse westkust tot in Californië. De bosgors broedt in naaldwoud op of vlak boven de grond in de ondergroei, vaak in de buurt van water. 

### Voorkomen in Nederland
De bosgors is in Nederland een dwaalgast die met enige regelmaat wordt waargenomen of gevangen door ringers. Tussen 2000 en 2008 zijn er 21 bevestigde waarnemingen.

### Status
De bosgors heeft een groot verspreidingsgebied en daardoor is de kans op de status kwetsbaar (voor uitsterven) gering. De grootte van de populatie wordt geschat op 37,3 tot 120 miljoen individuen. Mogelijk breidt de soort zich westwaarts uit. Echter, de bosgors gaat elders in aantal achteruit maar het tempo ligt onder de 30% in tien jaar (minder dan 3,5% per jaar). Om deze redenen staat deze gors als niet bedreigd op de Rode Lijst van de IUCN.
Emberiza affinis · Emberiza aureola · Emberiza bruniceps · Emberiza buchanani · Emberiza cabanisi · Emberiza caesia · Emberiza capensis · Emberiza chrysophrys · Emberiza cia · Emberiza cineracea · Emberiza cioides · Emberiza cirlus · Emberiza citrinella · Emberiza elegans · Emberiza flaviventris · Emberiza fucata · Emberiza godlewskii · Emberiza hortulana · Emberiza impetuani · Emberiza jankowskii · Emberiza koslowi · Emberiza lathami · Emberiza leucocephalos · Emberiza melanocephala · Emberiza pallasi · Emberiza poliopleura · Emberiza pusilla · Emberiza rustica · Emberiza rutila · Emberiza sahari · Emberiza schoeniclus · Emberiza siemsseni · Emberiza socotrana · Emberiza spodocephala · Emberiza stewarti · Emberiza striolata · Emberiza sulphurata · Emberiza tahapisi · Emberiza townsendi · Emberiza tristrami · Emberiza variabilis · Emberiza vincenti · Emberiza yessoensis